# 日本ボクシング連盟
公益社団法人日本ボクシング連盟（にほんボクシングれんめい、英: Japan Amateur Boxing Federation、JABF）は、日本国内におけるアマチュアボクシングの国内競技連盟である。日本オリンピック委員会（JOC）、ワールドボクシング、大学スポーツ協会（UNIVAS）に加盟している。2013年4月1日に社団法人日本アマチュアボクシング連盟より改称、元文部科学省所管。

## 歴史

### 設立以前
日本ボクシング史では現在のJABFにあたる全日本アマチュア拳闘連盟の発足前にも、アマチュアボクシングの大会が開催されていた。1925年（大正14年）5月16日と18日には、第1回全國学生拳闘選手権大会が開催された。このときの主催団体は渡邊勇次郎創設した日本拳闘倶楽部と学生拳闘連盟だった。しかし、この頃の学生拳闘連盟はしっかりと規定された組織ではなかった。同年11月14日と15日には、さらに第2回大会が行われた。この2回の大会が、整ったアマチュア組織設立の誘引となった。翌年に入ると、学生選手の間で組織確立の動きが活発化するようになり、慶應義塾大学の石川輝や明治大学の臼田金太郎や泉勘次郎など中心に本格的な新連盟設立の準備が始まった。

### 設立後
1926年（大正15年）7月14日に、神田ブラジルにて、「全國学生拳闘連盟」とともに「全日本アマチュア拳闘連盟」の発会式がおこなわれた。学生連盟の会長は勇次郎、アマチュア連盟の会長は大日本帝国陸軍中将の堀内文次郎が就任した。
1926年（大正15年）11月27日と28日に、第1回全日本アマチュア拳闘選手権大会を開催した（会場は学生選手権同様に靖国神社相撲場）。翌1927年（昭和2年）5月には大日本体育協会に加盟し、この体育協会の理事には勇次郎、加藤隆世の2人が就任した。さらに、6月25日には、青山会館にて慶應義塾大学と明治大学の間で「第一回慶明対抗戦」が開催された。同年秋には、第4回明治神宮体育大会にボクシング競技が追加され、アマチュア連盟、学生連盟、大日拳の3団体が参加した。

### オリンピックへの選手派遣
1928年（昭和3年）1月に、オリンピック出場を果たすために、宮澤孝、小丸辰巳、石川の3人がアマチュア連盟の規約が全面的に変更した。さらに、組織の不備を埋めるため、まず全國学生拳闘連盟を関東学生拳闘連盟に改称し、関西で関西学生拳闘連盟を発会、加えて、それら2つの組織から全日本学生拳闘連盟を新たに発足した。そして学生選手権も、関東、関西両方で選手権を行い、その優勝者同士で対抗戦を行って学生王者を決定する方式を採用した。同年6月17日に、九段にて第一回東西対抗全日本学生選手権大会が行われた。1928年（昭和3年）7月28日から8月12日にかけて行われた、オランダのアムステルダムで開催されたアムステルダムオリンピックに、渡邊勇次郎の尽力もあって岡本不二と臼田の2人が派遣された。しかし、アマチュア側からは、臼田と渡邊はプロボクシングに関わっているという理由から拒否反応があった。結果的には、ボクシングを盛り上げようとする勢力が勝ち、臼田と渡邊がオリンピックに携わることが可能になった。だが、これが原因でプロアマ間の関係悪化に繋がった。

### 女子の公認
2001年（平成13年）より女子アマチュアボクシングの国際大会が開催されるのを機に2002年（平成14年）にJABFは女子を認定し、6月には女子ボクシングの初の大会「第1回東京都大会」を開催。翌2003年（平成15年）には、3月15日から16日の2日間にかけて、東京の日野市にある日野自動車健保プラザで「第1回全日本女子アマチュアボクシング大会」を開催した。実践競技だけでなく、男子にはない「演技競技」も行われた。全日本女子大会は2010年の第8回より日本選手権となり「全日本女子アマチュアボクシング選手権大会」に改称。
2008年（平成20年）には世界女子選手権に初めて日本から選手を派遣した。さらに女子ボクシングが加わった2010年アジア競技大会にも派遣。同様となるロンドンオリンピックを目指したが、予選をかねた世界女子選手権で敗退し当大会には1人も送り込めず。
現状では全国レベルの大会が全日本女子選手権に限られており、2016年リオデジャネイロオリンピックへ向けての強化の足かせとなっていた。そのため、連盟では2013年（平成25年）より新大会「女子ボクシング チャレンジマッチ」を新設し、その第1回を後楽園ホールで開催すると発表した。

### 小中学生大会の開催
これまで、JABFでは競技者を高校生以上に限定してきたが、指導者達からの要望もあり、「幼年ボクシング」と称した小学校5年生以上を対象とした競技会を開催する方向となった。
参加資格としては1年以上の練習経験があり、かつシャドーボクシングで一定水準を持つことが求められる。試合は小学生は1分半3R、中学生は2分3Rとなる。2009年内にも都道府県レベルの大会が開かれ、2012年（平成24年）4月1日に日野市市民の森ふれあいホールにて第1回全日本幼年ボクシング大会を開催。2014年（平成26年）の第3回からは全国アンダージュニアボクシング大会に改称された。2022年には全日本UJフレッシュボクシング大会と改称されU-15の選手のみが出れる試合になった。
現在、小中学生レベルの大会としては日本キッズボクシング協会主催の全国ちびっ子ボクシング大会などが存在し、2008年（平成20年）からはプロボクシング界が中心となって全国U-15ジュニアボクシング大会も開催されている。一部の都道府県連盟では既に小中学生対象の競技会が実施されている。

### プロとの雪解け
前述した通り（#オリンピックへの選手派遣）、プロボクシング界との交流はオリンピック出場を巡り対立して以来、年間表彰選手を合同で表彰する以外公式には行われておらず、特に1990年代半ば以降のプロアマ間は事実上の断絶状態にあった。プロ転向を目指す選手は強化指定からも除外された。
また、元プロ選手のアマ転向やプロアマ交流戦はおろか、アマ関係者がプロと何らかの形で接触する事さえ事実上認められなかった。過去に中岸風太が中学時代にプロのエキシビションに参加したことを理由にアマチュア選手登録を停止され裁判に至ったケースなどがある。
このような冷え切った状況が長く続いたプロアマ関係であったが、2010年（平成22年）に山根明がJABF副会長に就任すると、就任を祝うパーティーで同年に日本プロボクシング協会（JPBA）会長に就任した大橋秀行と握手を交わし、相互協力を約束した。
なお、断絶時にもオリンピック日本代表選手と世界チャンピオンがスパーリングを行うなど選手レベルの交流は全くなかったわけではないが、公にされることはほとんどなく黙認されていた。それが、公式に認められた形となり、ボクシングマスコミでもスパーリングの様子などが取り上げられるようになった。
また、一部JPBA加盟ジムではJABFにも加盟してアマチュア活動も行っているが、JABF公式戦ではジム名ではなく選手の勤務先などを所属扱いとし、JBCライセンス保持者のセコンド入りを禁止されていた。
2011年（平成23年）8月7日、赤井英和を、プロ経験者のアマチュア復帰を認める規則により、アマチュアボクシング指導資格の第1号適用者とすることを決定する。
2013年2月3日、村田諒太のプロ転向問題を受け、プロ側と紳士協定を結ぶ必要性が話し合われた。この前日にはJPBA・大橋から「獲得したジムは連盟に強化費を寄付すべきだ」などと提案を受けていた。JOC（日本オリンピック委員会）からの委託金はあるものの、JOCが設置した第三者特別調査委員会の調査報告書によれば、強化費配分の基準となる2010年度の経常収益およびJOCによる2012年度の競技団体ランクでボクシング競技は五輪競技中で最低レベルの評価を受け、連盟の財政規模は5,446万円程度とされており、連盟は選手育成のため合宿・海外遠征に強化費を費やしている。連盟は、国の資金で強化した選手は連盟の財産であるとして、直接勧誘の禁止、選手の引退後の生活保証などについて内規を設ける方針を示し、同年5月26日の総会でアマチュア規則細則を定めた。この細則は同年7月1日から施行されている。登録選手はあらかじめ、アマチュアボクシング憲章、倫理規定、アマチュア規則、競技規則、アマチュア規則細則に従う旨の誓約書を提出し、またプロから勧誘されたり、対価を得て競技活動したりする場合には申請書（プロ志望届）を提出して連盟の承認を得る必要がある。その後、7月11日開催の緊急執行部会で、アンダージュニア（小学生・中学生）の登録選手には誓約書の提出を求めないことを決議した。

### 国際化
1990年代には国際資格を持つ審判員が減り、国際大会に審判を派遣することを停止し、日本国内と国外で試合の判定基準の違いが目立つようになっていたが、山根明が2010年に副会長に就任すると、審判員の資格取得と国外派遣が再開され、国際試合に選手・役員を積極的に派遣するとともに、主要な国際大会の代表選手は選考会を通して決めるようになった。翌2011年（平成23年）に会長に就任すると、「選手が主役」をモットーに国際化を核とした連盟の改革に着手。国内大会でもAIBAオフィシャルルールの全面導入を決定した。第81回全日本選手権が初めて同ルールが採用された大会となり、以降も順次採用される。公式試合用の用具もウイニング製から2012年（平成24年）よりアディダス製に変更された。
オリンピックでは、国ごとの代表制から大陸ごとの代表制に変わった1992年のバルセロナ大会以降、日本の代表選手数は激減していたが、2012年のロンドン五輪では5大会ぶりに4人が代表枠を確保して出場。大会前には試合形式の遠征で韓国に選手を派遣したりといった試みも採り入れ、初めて一大会で複数メダルを獲得するという成果を上げた。山根は、国際大会への選手派遣や選手強化費の増額等の改革がロンドン五輪での好成績をもたらしたことなどにより、第67回岐阜国体開催期間中の同年10月7日、国体会場の岐阜産業会館で開催された理事会において全会一致で終身会長に就任し、同年12月には、アジアボクシング連盟 (ASBC) がアジアのボクサーの躍進を機に、関係者に感謝し奨励するために新設したという年間賞で、最優秀会長に選出された。
2013年2月、AIBAが設立するプロ団体APBへの関わりを検討する専門委員会の設置が承認された。また、AIBAのルール変更を受け、同年7月1日以降の国内試合でもルールが改定されることになった。主な変更点は、10点法の採用（10点満点の減点方式で、10対10の採点は避ける。従来は加算方式）、RSCを廃止しTKOとすること（主審はストップを最小限に抑える）、成年男子の試合におけるヘッドギアの廃止、セコンドを3人まで認めること（従来は2人）、出場選手の年齢上限を41歳の誕生日前日とすること（従来は35歳の誕生日前日）、ワンデーソフトコンタクトレンズを申告の上着用容認など。

### 改称
2012年（平成24年）度からは組織名から「アマチュア」を外し、「日本ボクシング連盟」に改称することが承認されたが、手続き等の問題もあるため当該年度の改称は見送った。2013年2月3日、世界的に「アマチュア」を名称から外す団体が増えている情勢に鑑みて、臨時総会で「一般社団法人日本ボクシング連盟」への改称が決定。同年4月から実施することとなった。
2013年4月1日より一般社団法人日本ボクシング連盟に移行された。
2023年５年３月３日に内閣府より公益社団法人としての認定を受け、「公益社団法人日本ボクシング連盟」への改称。

### 天覧試合
2013年（平成25年）10月7日 天皇明仁・皇后美智子が、日野市市民の森ふれあいホールで開催された第68回国民体育大会を視察し、ボクシング競技少年の部・ライトフライ級とフライ級準決勝合計4試合を、山根明の解説を受けながら観戦した。昭和天皇が国体のボクシングを観戦した天覧試合はあるが、天皇明仁の天覧試合は初めてである。

### 山根明に対する関係者333人からの告発
2018年6月19日、都道府県連盟有志による「日本ボクシングを再興する会」が、山根明に対する「退会要求書」への賛同を募っていることが明らかとなった
。
7月27日、都道府県連盟関係者・大学ボクシング部や全国高等学校体育連盟の関係者・元オリンピック代表選手など333人から奈良判定という告発を受け、「アスリート助成金の不正流用の教唆および隠蔽」「試合用グローブ等の不透明な独占販売」「公式試合における組織的な審判不正」「山根会長の暴行疑惑」など13項目を指摘した告発状が日本オリンピック委員会・日本スポーツ協会・文部科学省・スポーツ庁・日本スポーツ振興センターなどに送付された。しかし、山根側は7月30日、連盟公式ウェブサイトに「事実と異なる部分が多くある」などとする反論文を掲載、その後8月8日、山根が家族の勧めなどを受けて会長職の辞任を表明したものの、最後までこれらの疑惑については否認していた。
「日本ボクシングを再興する会」は、山根の除名と全理事の解任を要求し、翌2019年2月10日、会議の結果、山根の除名が正式に確定した。

## 歴代会長
- 初代　堀内文次郎　1926年7月-1934年12月[45]
- 2代　辰野保　1935年2月-1938年10月[45]
- 3代　道家斉一郎　1938年11月-1942年3月[45]
- 4代　四王天延孝　1942年5月-?[45]
- 5代　楢橋渡　1948年-1952年[45]
- 6代　河野義一　1952年12月-1954年[45]
- 7代　小沢佐重喜　1954年1月-1968年5月[45]
- 8代　山田光成　1968年11月-1979年[45]
- 9代　柴田勝治　1979年-1994年[45]
- 10代　小久保勘太郎　1995年-2000年[45]
- 11代　川島五郎　2002年-2011年3月
- 12代　山根明　2011年4月-2018年8月（2019年2月10日除名）
- 13代　内田貞信（2018年9月-2024年6月）
- 第14代 仲間達也（2024年6月-）

## 主要な大会

### シニアの部
- 全日本ボクシング選手権大会
- 全日本女子ボクシング選手権大会
- 全日本社会人ボクシング選手権大会
- 全日本大学ボクシング王座決定戦

### ジュニアの部
- 全国高等学校ボクシング選手権大会
- 全国高等学校ボクシング選抜大会
- 全日本女子ジュニアボクシング選手権大会

### アンダージュニアの部
- 全国アンダージュニアボクシング大会
- 全日本アンダージュニアボクシング王座決定戦

### マスボクシングの部
- 全日本マスボクシング選手権大会

## 階級
シニアおよびジュニアについてはAIBAが定める階級に準ずるが、ミドル級より上の階級については選手層の薄さのため挙行されない場合が多い。
一方、AIBA管轄外であるアンダージュニアについては小学生・中学生別、男女共通の階級を独自に定めている。アンダージュニア（旧幼年）体重による区分 (PDF) を参照。
なお、2021年より新設された、「マスボクシング」大会については、身長での区分を設けている。

## 処分
引退勧告
国内試合およびオリンピックを含むAIBA関連の試合に、永久に出場を認めない。現役を引退した後はアマチュア界に復帰可能。2013年、村田諒太に対して初めて適用された。拘束力はないため、村田は勧告を受け入れずにアマチュアに復帰することもできたが、断っている。
除名処分
事実上の永久追放。トレーナー・セコンドを含め、アマチュア界に一切の関わりを認めない。